# Will Huffer
Will Huffer, född 30 oktober 1998 i Wandsworth, är en engelsk fotbollsmålvakt som spelar för Stalybridge Celtic. 

## Klubbkarriär
Huffer kom till Leeds Uniteds fotbollsakademi som åttaåring och skrev den 21 december 2017, vid 19 års ålder, sitt första proffskontrakt den. Då hade han regelbundet spelat för U23-laget. Efter skador på Bailey Peacock-Farrell och Jamal Blackman gjorde Huffer den 24 november 2018 debut för seniorlaget, då han höll nollan hemma mot Bristol City i en seger med 2–0. Efter att Leeds värvat målvakten Kiko Casilla från Real Madrid gick Huffer den 25 januari 2019 till National League-klubben Barnet på en månads lån för att få speltid.
Den 7 januari 2021 värvades Huffer av League Two-klubben Bradford City, där han skrev på ett halvårskontrakt. Därefter gick Huffer till Stalybridge Celtic.

## Landslagskarriär
Huffer har spelat för Englands ungdomslandslag på U17- och U18-nivå, samt tagits ut i U20-truppen.